# A Premier League legjobb góllövőinek listája szezononként
Ez a szócikk azokat a labdarúgókat sorolja fel, akik a Premier League 1992-es megalakulása óta idényenként a legtöbb gólt szerezték.

## 1992–1993
A Premier League legelső szezonjának gólkirálya Teddy Sheringham volt, aki egy gólt a Nottingham Forest gárdájában jegyzett, majd átigazolt a Tottenham Hotspur csapatához, ahol további 21 találat fűződött a nevéhez.
| Helyezés | Név              | Klub                                  | Gólok |
| -------- | ---------------- | ------------------------------------- | ----- |
| 1        | Teddy Sheringham | Nottingham Forest / Tottenham Hotspur | 22    |
| 2        | Les Ferdinand    | Queens Park Rangers                   | 20    |
| 3        | Dean Holdsworth  | Wimbledon                             | 19    |
| 4        | Micky Quinn      | Coventry City                         | 17    |
| 5        | Alan Shearer     | Blackburn Rovers                      | 16    |
| 5        | David White      | Manchester City                       | 16    |
| 7        | Chris Armstrong  | Crystal Palace                        | 15    |
| 7        | Éric Cantona     | Leeds United / Manchester United      | 15    |
| 7        | Brian Deane      | Sheffield United                      | 15    |
| 7        | Mark Hughes      | Manchester United                     | 15    |
| 7        | Matt Le Tissier  | Southampton                           | 15    |
| 7        | Mark Robins      | Norwich City                          | 15    |
| 7        | Ian Wright       | Arsenal                               | 15    |

## 1993–1994
| Helyezés | Név             | Klub                | Gólok |
| -------- | --------------- | ------------------- | ----- |
| 1        | Andy Cole       | Newcastle United    | 34    |
| 2        | Alan Shearer    | Blackburn Rovers    | 31    |
| 3        | Matt Le Tissier | Southampton         | 25    |
| 3        | Chris Sutton    | Norwich City        | 25    |
| 5        | Ian Wright      | Arsenal             | 23    |
| 6        | Peter Beardsley | Newcastle United    | 20    |
| 7        | Mark Bright     | Sheffield Wednesday | 19    |
| 8        | Éric Cantona    | Manchester United   | 18    |
| 9        | Dean Holdsworth | Wimbledon           | 17    |
| 9        | Rod Wallace     | Leeds United        | 17    |

## 1994–1995
| Helyezés | Név              | Klub                                 | Gólok |
| -------- | ---------------- | ------------------------------------ | ----- |
| 1        | Alan Shearer     | Blackburn Rovers                     | 34    |
| 2        | Robbie Fowler    | Liverpool                            | 25    |
| 3        | Les Ferdinand    | Queens Park Rangers                  | 24    |
| 4        | Stan Collymore   | Nottingham Forest                    | 22    |
| 5        | Andy Cole        | Newcastle United / Manchester United | 21    |
| 5        | Jürgen Klinsmann | Tottenham Hotspur                    | 21    |
| 7        | Matt Le Tissier  | Southampton                          | 19    |
| 8        | Teddy Sheringham | Tottenham Hotspur                    | 18    |
| 8        | Ian Wright       | Arsenal                              | 18    |
| 10       | Uwe Rösler       | Manchester City                      | 15    |
| 10       | Dean Saunders    | Aston Villa                          | 15    |
| 10       | Chris Sutton     | Blackburn Rovers                     | 15    |

## 1995–1996
| Helyezés | Név                  | Klub              | Gólok |
| -------- | -------------------- | ----------------- | ----- |
| 1        | Alan Shearer         | Blackburn Rovers  | 31    |
| 2        | Robbie Fowler        | Liverpool         | 28    |
| 3        | Les Ferdinand        | Newcastle United  | 25    |
| 4        | Dwight Yorke         | Aston Villa       | 17    |
| 5        | Andrej Kancselszkisz | Everton           | 16    |
| 5        | Teddy Sheringham     | Tottenham Hotspur | 16    |
| 7        | Chris Armstrong      | Tottenham Hotspur | 15    |
| 7        | Ian Wright           | Arsenal           | 15    |
| 9        | Éric Cantona         | Manchester United | 14    |
| 9        | Stan Collymore       | Liverpool         | 14    |
| 9        | Dion Dublin          | Coventry City     | 14    |

## 1996–1997
| Helyezés | Név                 | Klub              | Gólok |
| -------- | ------------------- | ----------------- | ----- |
| 1        | Alan Shearer        | Newcastle United  | 25    |
| 2        | Ian Wright          | Arsenal           | 23    |
| 3        | Robbie Fowler       | Liverpool         | 18    |
| 3        | Ole Gunnar Solskjær | Manchester United | 18    |
| 5        | Dwight Yorke        | Aston Villa       | 17    |
| 6        | Les Ferdinand       | Newcastle United  | 16    |
| 6        | Fabrizio Ravanelli  | Middlesbrough     | 16    |
| 8        | Dion Dublin         | Coventry City     | 13    |
| 8        | Matt Le Tissier     | Southampton       | 13    |
| 10       | Dennis Bergkamp     | Arsenal           | 12    |
| 10       | Steve Claridge      | Leicester City    | 12    |
| 10       | Stan Collymore      | Liverpool         | 12    |
| 10       | Juninho             | Middlesbrough     | 12    |

## 1997–1998
| Helyezés | Név                     | Klub              | Gólok |
| -------- | ----------------------- | ----------------- | ----- |
| 1        | Dion Dublin             | Coventry City     | 18    |
| 1        | Michael Owen            | Liverpool         | 18    |
| 1        | Chris Sutton            | Blackburn Rovers  | 18    |
| 4        | Dennis Bergkamp         | Arsenal           | 16    |
| 4        | Kevin Gallacher         | Blackburn Rovers  | 16    |
| 4        | Jimmy Floyd Hasselbaink | Leeds United      | 16    |
| 7        | Andy Cole               | Manchester United | 15    |
| 7        | John Hartson            | West Ham United   | 15    |
| 9        | Darren Huckerby         | Coventry City     | 14    |
| 10       | Paulo Wanchope          | Derby County      | 13    |

## 1998–1999
| Helyezés | Név                     | Klub              | Gólok |
| -------- | ----------------------- | ----------------- | ----- |
| 1        | Jimmy Floyd Hasselbaink | Leeds United      | 18    |
| 1        | Michael Owen            | Liverpool         | 18    |
| 1        | Dwight Yorke            | Manchester United | 18    |
| 4        | Nicolas Anelka          | Arsenal           | 17    |
| 4        | Andy Cole               | Manchester United | 17    |
| 6        | Hamilton Ricard         | Middlesbrough     | 15    |
| 7        | Dion Dublin             | Aston Villa       | 14    |
| 7        | Robbie Fowler           | Liverpool         | 14    |
| 7        | Julian Joachim          | Aston Villa       | 14    |
| 7        | Alan Shearer            | Newcastle United  | 14    |

## 1999–2000
| Helyezés | Név             | Klub              | Gólok |
| -------- | --------------- | ----------------- | ----- |
| 1        | Kevin Phillips  | Sunderland        | 30    |
| 2        | Alan Shearer    | Newcastle United  | 23    |
| 3        | Dwight Yorke    | Manchester United | 20    |
| 4        | Michael Bridges | Leeds United      | 19    |
| 4        | Andy Cole       | Manchester United | 19    |
| 6        | Thierry Henry   | Arsenal           | 17    |
| 7        | Paolo di Canio  | West Ham United   | 16    |
| 8        | Chris Armstrong | Tottenham Hotspur | 14    |
| 8        | Steffen Iversen | Tottenham Hotspur | 14    |
| 8        | Niall Quinn     | Sunderland        | 14    |

## 2000–2001
| Helyezés | Név                     | Klub              | Gólok |
| -------- | ----------------------- | ----------------- | ----- |
| 1        | Jimmy Floyd Hasselbaink | Chelsea           | 23    |
| 2        | Marcus Stewart          | Ipswich Town      | 19    |
| 3        | Thierry Henry           | Arsenal           | 17    |
| 3        | Mark Viduka             | Leeds United      | 17    |
| 5        | Michael Owen            | Liverpool         | 16    |
| 6        | Teddy Sheringham        | Manchester United | 15    |
| 7        | Emile Heskey            | Liverpool         | 14    |
| 7        | Kevin Phillips          | Sunderland        | 14    |
| 9        | Alen Bokšić             | Middlesbrough     | 12    |
| 10       | James Beattie           | Southampton       | 11    |
| 10       | Jonatan Johansson       | Charlton Athletic | 11    |
| 10       | Frédéric Kanouté        | West Ham United   | 11    |
| 10       | Gustavo Poyet           | Chelsea           | 11    |
| 10       | Alan Smith              | Leeds United      | 11    |

## 2001–2002
| Helyezés | Név                     | Klub                     | Gólok |
| -------- | ----------------------- | ------------------------ | ----- |
| 1        | Thierry Henry           | Arsenal                  | 24    |
| 2        | Jimmy Floyd Hasselbaink | Chelsea                  | 23    |
| 2        | Ruud van Nistelrooy     | Manchester United        | 23    |
| 2        | Alan Shearer            | Newcastle United         | 23    |
| 5        | Michael Owen            | Liverpool                | 19    |
| 6        | Ole Gunnar Solskjær     | Manchester United        | 17    |
| 7        | Robbie Fowler           | Liverpool / Leeds United | 15    |
| 8        | Eiður Guðjohnsen        | Chelsea                  | 14    |
| 8        | Marian Pahars           | Southampton              | 14    |
| 10       | Andy Cole               | Manchester United        | 13    |

## 2002–2003
| Helyezés | Név                 | Klub              | Gólok |
| -------- | ------------------- | ----------------- | ----- |
| 1        | Ruud van Nistelrooy | Manchester United | 25    |
| 2        | Thierry Henry       | Arsenal           | 24    |
| 3        | James Beattie       | Southampton       | 23    |
| 4        | Mark Viduka         | Leeds United      | 20    |
| 5        | Michael Owen        | Liverpool         | 19    |
| 6        | Alan Shearer        | Newcastle United  | 17    |
| 7        | Nicolas Anelka      | Manchester City   | 15    |
| 8        | Gianfranco Zola     | Chelsea           | 14    |
| 8        | Robert Pirès        | Arsenal           | 14    |
| 8        | Harry Kewell        | Leeds United      | 14    |
| 8        | Paul Scholes        | Manchester United | 14    |

## 2003–2004
| Helyezés | Név                 | Klub                       | Gólok |
| -------- | ------------------- | -------------------------- | ----- |
| 1        | Thierry Henry       | Arsenal                    | 30    |
| 2        | Alan Shearer        | Newcastle United           | 22    |
| 3        | Louis Saha          | Manchester United / Fulham | 20    |
| 3        | Ruud van Nistelrooy | Manchester United          | 20    |
| 5        | Mikael Forssell     | Birmingham City            | 17    |
| 6        | Nicolas Anelka      | Manchester City            | 16    |
| 6        | Juan Pablo Ángel    | Aston Villa                | 16    |
| 6        | Michael Owen        | Liverpool                  | 16    |
| 6        | Yakubu              | Portsmouth                 | 16    |
| 10       | James Beattie       | Southampton                | 14    |

## 2004–2005
| Helyezés | Név                     | Klub              | Gólok |
| -------- | ----------------------- | ----------------- | ----- |
| 1        | Thierry Henry           | Arsenal           | 25    |
| 2        | Andy Johnson            | Crystal Palace    | 21    |
| 3        | Robert Pirès            | Arsenal           | 14    |
| 4        | Jermain Defoe           | Tottenham Hotspur | 13    |
| 4        | Jimmy Floyd Hasselbaink | Middlesbrough     | 13    |
| 4        | Frank Lampard           | Chelsea           | 13    |
| 4        | Yakubu                  | Portsmouth        | 13    |
| 8        | Andy Cole               | Fulham            | 12    |
| 8        | Peter Crouch            | Southampton       | 12    |
| 8        | Eiður Guðjohnsen        | Chelsea           | 12    |

## 2005–2006
| Helyezás | Név                 | Klub              | Góloks |
| -------- | ------------------- | ----------------- | ------ |
| 1        | Thierry Henry       | Arsenal           | 27     |
| 2        | Ruud van Nistelrooy | Manchester United | 21     |
| 3        | Darren Bent         | Charlton Athletic | 18     |
| 4        | Robbie Keane        | Tottenham Hotspur | 16     |
| 4        | Frank Lampard       | Chelsea           | 16     |
| 4        | Wayne Rooney        | Manchester United | 16     |
| 7        | Marlon Harewood     | West Ham United   | 14     |
| 8        | Craig Bellamy       | Blackburn Rovers  | 13     |
| 8        | Yakubu              | Middlesbrough     | 13     |
| 10       | Henri Camara        | Wigan Athletic    | 12     |
| 10       | Didier Drogba       | Chelsea           | 12     |

## 2006–2007
| Helyezés | Név               | Klub              | Gólok |
| -------- | ----------------- | ----------------- | ----- |
| 1        | Didier Drogba     | Chelsea           | 20    |
| 2        | Benni McCarthy    | Blackburn Rovers  | 18    |
| 3        | Cristiano Ronaldo | Manchester United | 17    |
| 4        | Wayne Rooney      | Manchester United | 14    |
| 4        | Mark Viduka       | Middlesbrough     | 14    |
| 6        | Darren Bent       | Charlton Athletic | 13    |
| 6        | Kevin Doyle       | Reading           | 13    |
| 8        | Dimitar Berbatov  | Tottenham Hotspur | 12    |
| 8        | Dirk Kuijt        | Liverpool         | 12    |
| 8        | Yakubu            | Middlesbrough     | 12    |

## 2007–2008
| Helyezés | Név               | Klub                         | Gólok |
| -------- | ----------------- | ---------------------------- | ----- |
| 1        | Cristiano Ronaldo | Manchester United            | 31    |
| 2        | Fernando Torres   | Liverpool                    | 24    |
| 2        | Emmanuel Adebayor | Arsenal                      | 24    |
| 4        | Roque Santa Cruz  | Blackburn Rovers             | 19    |
| 5        | Benjani           | Portsmouth / Manchester City | 15    |
| 5        | Dimitar Berbatov  | Tottenham Hotspur            | 15    |
| 5        | Robbie Keane      | Tottenham Hotspur            | 15    |
| 5        | Yakubu            | Everton                      | 15    |
| 9        | Carlos Tévez      | Manchester United            | 14    |
| 10       | John Carew        | Aston Villa                  | 13    |

## 2008–2009
| Helyezés | Név                | Klub              | Gólok |
| -------- | ------------------ | ----------------- | ----- |
| 1        | Nicolas Anelka     | Chelsea           | 19    |
| 2        | Cristiano Ronaldo  | Manchester United | 18    |
| 3        | Steven Gerrard     | Liverpool         | 16    |
| 4        | Robinho            | Manchester City   | 14    |
| 4        | Fernando Torres    | Liverpool         | 14    |
| 6        | Gabriel Agbonlahor | Aston Villa       | 12    |
| 6        | Darren Bent        | Tottenham Hotspur | 12    |
| 6        | Kevin Davies       | Bolton Wanderers  | 12    |
| 6        | Dirk Kuijt         | Liverpool         | 12    |
| 6        | Frank Lampard      | Chelsea           | 12    |
| 6        | Wayne Rooney       | Manchester United | 12    |

## 2009–2010
| Helyezés | Név                | Klub              | Gólok |
| -------- | ------------------ | ----------------- | ----- |
| 1        | Didier Drogba      | Chelsea           | 29    |
| 2        | Wayne Rooney       | Manchester United | 26    |
| 3        | Darren Bent        | Sunderland        | 24    |
| 4        | Carlos Tévez       | Manchester City   | 23    |
| 5        | Frank Lampard      | Chelsea           | 22    |
| 6        | Fernando Torres    | Liverpool         | 18    |
| 6        | Jermain Defoe      | Tottenham Hotspur | 18    |
| 8        | Cesc Fàbregas      | Arsenal           | 15    |
| 9        | Emmanuel Adebayor  | Manchester City   | 14    |
| 10       | Gabriel Agbonlahor | Aston Villa       | 13    |
| 10       | Louis Saha         | Everton           | 13    |

## 2010–2011
| Helyezés | Név                  | Klub                         | Gólok |
| -------- | -------------------- | ---------------------------- | ----- |
| 1        | Dimitar Berbatov     | Manchester United            | 20    |
| 1        | Carlos Tévez         | Manchester City              | 20    |
| 3        | Robin van Persie     | Arsenal                      | 18    |
| 4        | Darren Bent          | Sunderland / Aston Villa     | 17    |
| 5        | Peter Odemwingie     | West Bromwich Albion         | 15    |
| 6        | DJ Campbell          | Blackpool                    | 13    |
| 6        | Andy Carroll         | Newcastle United / Liverpool | 13    |
| 6        | Javier Hernández     | Manchester United            | 13    |
| 6        | Dirk Kuyt            | Liverpool                    | 13    |
| 6        | Florent Malouda      | Chelsea                      | 13    |
| 6        | Rafael van der Vaart | Tottenham Hotspur            | 13    |

## 2011–2012
| Helyezés | Név               | Klub              | Gólok |
| -------- | ----------------- | ----------------- | ----- |
| 1        | Robin van Persie  | Arsenal           | 30    |
| 2        | Wayne Rooney      | Manchester United | 27    |
| 3        | Sergio Agüero     | Manchester City   | 23    |
| 4        | Clint Dempsey     | Fulham            | 17    |
| 4        | Emmanuel Adebayor | Tottenham Hotspur | 17    |
| 4        | Yakubu            | Blackburn         | 17    |
| 7        | Demba Ba          | Newcastle United  | 16    |
| 8        | Grant Holt        | Norwich City      | 15    |
| 9        | Edin Džeko        | Manchester City   | 14    |
| 10       | Mario Balotelli   | Manchester City   | 13    |
| 10       | Papiss Cissé      | Newcastle United  | 13    |

## 2012–2013
| Helyezés | Név               | Klub                       | Gólok |
| -------- | ----------------- | -------------------------- | ----- |
| 1        | Robin van Persie  | Manchester United          | 26    |
| 2        | Luis Suárez       | Liverpool                  | 23    |
| 3        | Gareth Bale       | Tottenham Hotspur          | 21    |
| 4        | Christian Benteke | Aston Villa                | 19    |
| 5        | Michu             | Swansea City               | 18    |
| 6        | Romelu Lukaku     | West Bromwich Albion       | 17    |
| 7        | Demba Ba          | Chelsea / Newcastle United | 15    |
| 7        | Dimitar Berbatov  | Fulham                     | 15    |
| 7        | Rickie Lambert    | Southampton                | 15    |
| 7        | Frank Lampard     | Chelsea                    | 15    |

## 2013–2014
| Helyezés | Név              | Klub              | Gólok |
| -------- | ---------------- | ----------------- | ----- |
| 1        | Luis Suárez      | Liverpool         | 31    |
| 2        | Daniel Sturridge | Liverpool         | 21    |
| 3        | Yaya Touré       | Manchester City   | 20    |
| 4        | Wayne Rooney     | Manchester United | 17    |
| 4        | Wilfried Bony    | Swansea City      | 17    |
| 4        | Sergio Agüero    | Manchester City   | 17    |
| 7        | Edin Džeko       | Manchester City   | 16    |
| 7        | Olivier Giroud   | Arsenal           | 16    |
| 9        | Jay Rodriguez    | Southampton       | 15    |
| 9        | Romelu Lukaku    | Everton           | 15    |

## 2014–2015
| Helyezés | Név               | Klub                 | Gólok |
| -------- | ----------------- | -------------------- | ----- |
| 1        | Sergio Agüero     | Manchester City      | 26    |
| 2        | Harry Kane        | Tottenham Hotspur    | 21    |
| 3        | Diego Costa       | Chelsea              | 20    |
| 4        | Charlie Austin    | Queens Park Rangers  | 18    |
| 5        | Alexis Sánchez    | Arsenal              | 16    |
| 6        | Saido Berahino    | West Bromwich Albion | 14    |
| 6        | Olivier Giroud    | Arsenal              | 14    |
| 6        | Eden Hazard       | Chelsea              | 14    |
| 9        | Christian Benteke | Aston Villa          | 13    |
| 10       | Graziano Pellè    | Southampton          | 12    |
| 10       | Wayne Rooney      | Manchester United    | 12    |
| 10       | David Silva       | Manchester City      | 12    |

## 2015–2016
| Helyezés | Név            | Klub              | Gólok |
| -------- | -------------- | ----------------- | ----- |
| 1        | Harry Kane     | Tottenham Hotspur | 25    |
| 2        | Sergio Agüero  | Manchester City   | 24    |
| 2        | Jamie Vardy    | Leicester City    | 24    |
| 4        | Romelu Lukaku  | Everton           | 18    |
| 5        | Rijad Mahrez   | Leicester City    | 17    |
| 6        | Olivier Giroud | Arsenal           | 16    |
| 7        | Jermain Defoe  | Sunderland        | 15    |
| 7        | Odion Ighalo   | Watford           | 15    |
| 9        | Troy Deeney    | Watford           | 13    |
| 9        | Alexis Sánchez | Arsenal           | 13    |

## 2016–2017
| Helyezés | Név                | Klub              | Gólok |
| -------- | ------------------ | ----------------- | ----- |
| 1        | Harry Kane         | Tottenham Hotspur | 29    |
| 2        | Romelu Lukaku      | Everton           | 25    |
| 3        | Alexis Sánchez     | Arsenal           | 24    |
| 4        | Diego Costa        | Chelsea           | 20    |
| 4        | Sergio Agüero      | Manchester City   | 20    |
| 6        | Dele Alli          | Tottenham Hotspur | 18    |
| 7        | Zlatan Ibrahimović | Manchester United | 17    |
| 8        | Joshua King        | Bournemouth       | 16    |
| 8        | Eden Hazard        | Chelsea           | 16    |
| 10       | Fernando Llorente  | Swansea City      | 15    |
| 10       | Jermain Defoe      | Sunderland        | 15    |
| 10       | Christian Benteke  | Crystal Palace    | 15    |

## 2017–2018
| Helyezés | Név                 | Klub                   | Gólok |
| -------- | ------------------- | ---------------------- | ----- |
| 1        | Mohamed Szaláh      | Liverpool              | 32    |
| 2        | Harry Kane          | Tottenham Hotspur      | 30    |
| 3        | Sergio Agüero       | Manchester City        | 21    |
| 4        | Jamie Vardy         | Leicester City         | 20    |
| 5        | Raheem Sterling     | Manchester City        | 18    |
| 6        | Romelu Lukaku       | Manchester United      | 16    |
| 7        | Roberto Firmino     | Liverpool              | 15    |
| 8        | Alexandre Lacazette | Arsenal                | 14    |
| 9        | Gabriel Jesus       | Manchester City        | 13    |
| 10       | Szon Hungmin        | Tottenham Hotspur      | 12    |
| 10       | Eden Hazard         | Chelsea                | 12    |
| 10       | Glenn Murray        | Brighton & Hove Albion | 12    |
| 10       | Rijad Mahrez        | Leicester City         | 12    |

## 2018–2019
| Helyezés | Név                       | Klub                    | Gólok |
| -------- | ------------------------- | ----------------------- | ----- |
| 1        | Mohamed Szaláh            | Liverpool               | 22    |
| 1        | Sadio Mané                | Liverpool               | 22    |
| 1        | Pierre-Emerick Aubameyang | Arsenal                 | 22    |
| 4        | Sergio Agüero             | Manchester City         | 21    |
| 5        | Jamie Vardy               | Leicester City          | 18    |
| 6        | Harry Kane                | Tottenham Hotspur       | 17    |
| 6        | Raheem Sterling           | Manchester City         | 17    |
| 8        | Eden Hazard               | Chelsea                 | 16    |
| 9        | Callum Wilson             | Bournemouth             | 14    |
| 10       | Alexandre Lacazette       | Arsenal                 | 13    |
| 10       | Paul Pogba                | Manchester United       | 13    |
| 10       | Richarlison               | Everton                 | 13    |
| 10       | Gylfi Sigurðsson          | Everton                 | 13    |
| 10       | Glenn Murray              | Brighton & Hove Albion  | 13    |
| 10       | Raúl Jiménez              | Wolverhampton Wanderers | 13    |

## 2019–2020
| Helyezés | Név                       | Klub                    | Gólok |
| -------- | ------------------------- | ----------------------- | ----- |
| 1        | Jamie Vardy               | Leicester City          | 23    |
| 2        | Pierre-Emerick Aubameyang | Arsenal                 | 22    |
| 2        | Danny Ings                | Southampton             | 22    |
| 4        | Raheem Sterling           | Manchester City         | 20    |
| 5        | Mohamed Szaláh            | Liverpool               | 19    |
| 6        | Harry Kane                | Tottenham Hotspur       | 18    |
| 6        | Sadio Mané                | Liverpool               | 18    |
| 8        | Raúl Jiménez              | Wolverhampton Wanderers | 17    |
| 8        | Anthony Martial           | Manchester United       | 17    |
| 8        | Marcus Rashford           | Manchester United       | 17    |

## 2020–2021
| Helyezés | Név                   | Klub              | Gólok |
| -------- | --------------------- | ----------------- | ----- |
| 1        | Harry Kane            | Tottenham Hotspur | 23    |
| 2        | Mohamed Szaláh        | Liverpool         | 22    |
| 3        | Bruno Fernandes       | Manchester United | 18    |
| 4        | Patrick Bamford       | Leeds United      | 17    |
| 4        | Szon Hungmin          | Tottenham Hotspur | 17    |
| 6        | Dominic Calvert-Lewin | Everton           | 16    |
| 7        | Jamie Vardy           | Leicester City    | 15    |
| 8        | Ollie Watkins         | Aston Villa       | 14    |
| 9        | İlkay Gündoğan        | Manchester City   | 13    |
| 9        | Alexandre Lacazette   | Arsenal           | 13    |

## 2021–2022
| Helyezés | Név               | Klub              | Gólok |
| -------- | ----------------- | ----------------- | ----- |
| 1        | Mohamed Szaláh    | Liverpool         | 23    |
| 1        | Szon Hungmin      | Tottenham Hotspur | 23    |
| 3        | Cristiano Ronaldo | Manchester United | 18    |
| 4        | Harry Kane        | Tottenham Hotspur | 17    |
| 5        | Sadio Mané        | Liverpool         | 16    |
| 6        | Kevin De Bruyne   | Manchester City   | 15    |
| 6        | Diogo Jota        | Liverpool         | 15    |
| 6        | Jamie Vardy       | Leicester City    | 15    |
| 9        | Wilfried Zaha     | Crystal Palace    | 14    |
| 10       | Raheem Sterling   | Manchester City   | 13    |

## 2022–2023
| Helyezés | Játékos             | Csapat            | Gólok |
| -------- | ------------------- | ----------------- | ----- |
| 1        | Erling Haaland      | Manchester City   | 36    |
| 2        | Harry Kane          | Tottenham Hotspur | 30    |
| 3        | Ivan Toney          | Brentford         | 20    |
| 4        | Mohamed Szaláh      | Liverpool         | 19    |
| 5        | Callum Wilson       | Newcastle United  | 18    |
| 6        | Marcus Rashford     | Manchester United | 17    |
| 7        | Gabriel Martinelli  | Arsenal           | 15    |
| 7        | Martin Ødegaard     | Arsenal           | 15    |
| 7        | Ollie Watkins       | Aston Villa       | 15    |
| 10       | Aleksandar Mitrović | Fulham            | 14    |
| 10       | Bukayo Saka         | Arsenal           | 14    |

## 2023–2024
| Helyezés | Játékos              | Csapat            | Gólok |
| -------- | -------------------- | ----------------- | ----- |
| 1        | Erling Haaland       | Manchester City   | 27    |
| 2        | Cole Palmer          | Chelsea           | 22    |
| 3        | Alexander Isak       | Newcastle United  | 21    |
| 4        | Phil Foden           | Manchester City   | 19    |
| 4        | Dominic Solanke      | Bournemouth       | 19    |
| 4        | Ollie Watkins        | Aston Villa       | 19    |
| 6        | Mohamed Szaláh       | Liverpool         | 18    |
| 7        | Szon Hungmin         | Tottenham Hotspur | 17    |
| 9        | Jarrod Bowen         | West Ham United   | 16    |
| 9        | Jean-Philippe Mateta | Crystal Palace    | 16    |
| 9        | Bukayo Saka          | Arsenal           | 16    |

## 2024–2025
| Helyezés | Játékos              | Csapat                  | Gólok |
| -------- | -------------------- | ----------------------- | ----- |
| 1        | Mohamed Szaláh       | Liverpool               | 29    |
| 2        | Alexander Isak       | Newcastle United        | 23    |
| 3        | Erling Haaland       | Manchester City         | 22    |
| 4        | Bryan Mbeumo         | Brentford               | 20    |
| 4        | Chris Wood           | Nottingham Forest       | 20    |
| 6        | Yoane Wissa          | Brentford               | 19    |
| 7        | Ollie Watkins        | Aston Villa             | 16    |
| 8        | Matheus Cunha        | Wolverhampton Wanderers | 15    |
| 8        | Cole Palmer          | Chelsea                 | 15    |
| 10       | Jean-Philippe Mateta | Crystal Palace          | 14    |
| 10       | Jørgen Strand Larsen | Wolverhampton Wanderers | 14    |